# مراوه
مَراوه‌تَپه یا مراوه مرکز شهرستان مراوه تپه و شهری از توابع بخش مرکزی در استان گلستان ایران است.
این شهر در نزدیکی مرز ترکمنستان واقع شده‌است.
شهر مراوه تا مهرماه سال ۱۳۸۶ خورشیدی مرکز دهستان مراوه‌تپه بود که با تغییر تقسیمات کشوری و ارتقاء بخش مراوه‌تپه به شهرستان در آن سال این شهر نیز مرکز بخش مرکزی شهرستان مراوه‌تپه شد، هرچند تا اسفند ۱۳۸۷ هنوز فرماندار آن تعیین نشده و فرمانداری آن نیز تأسیس و افتتاح نشده و همچنان به صورت بخشداری اداره می‌شود. مرکز جدید دهستان مراوه‌تپه روستای سوزش است. براساس همان تغییرات همچنین دهستان پالیزان به مرکزیت روستای قازانقایه در بخش مرکزی (حومه) شهرستان مراوه تپه ایجاد شد. و نیز بخش جدیدی به نام گلیداغ به مرکزیت روستای گلیداغ و شامل دهستان‌های گلیداغ (به مرکزیت روستای گلیداغ) و شلمی (به مرکزیت عرب قره حاجی) در تابعیت این شهرستان ایجاد شد. شهر مراوه تپه که دارای یک عدد تپه که با اسم (مراوه تپه)مشهور است وجود دارد که به گفته ی محلی ها در آنجا طلا و جواهرات وجود دارد. مراوه تپه یک مکان گردشگری است.

## جغرافیا
شهر مراوه از لحاظ جغرافیایی در شمال شرقی کشور واقع شده‌است. این شهر از طرف شمال به کشور ترکمنستان و از طرف شرق به استان خراسان و از سوی جنوب به شهر کلاله و از طرف غرب به بخش داشلی‌برون گنبد کاووس منتهی می‌شود.
مراوه تپه بین دو رشته کوه قرار دارد. در شمال مراوه تپه کوه‌های سنگوداغ از شرق به غرب کشیده شده که خط الرأس آن مرز طبیعی بین ایران و کشور ترکمنستان است. ارتفاع قلل آن به ۷۳۵ تا ۸۱۳ متر می‌رسد.
در جنوب مراوه تپه که بین دو دره رودخانه گرگان و اترک کوه‌های کم‌ارتفاع گلیجه‌داغ و نازلی کشیده شده‌است، که این ارتفاعات به تدریج به ارتفاعات غربی خراسان منتهی می‌شود. (آرامگاه خالدنبی در قله گلیجه‌داغ قرار دارد.)
روستای مراوه تپه در سال ۱۳۷۹ به شهر تبدیل و مراوه نام‌گذاری شد. این شهر در سال ۱۳۱۱ توسط آلمانی‌ها نقشه‌کشی و بنا شده‌است. نام این شهر از تپه باستانی که در طرف شرق شهر واقع است، گرفته شده‌است. روایاتی در مورد نامگذاری شهر وجود دارد، در این جا به دو نمونه از آنها اشاره می‌شود:
۱- این تپه، شبیه تپه‌هایی است در شهر مرو (در ترکمنستان) وجود دارد، بنابراین نام تپه از تپه‌های مرو گرفته شده‌است.

۲- این تپه در جنگ‌های بین ایران و روسیه برای دیده بانی ساخته شده‌است.

از داخل شهر مراوه رودخانه اترک عبور می‌کند.

## جاذبه‌ها
- آرامگاه مختومقلی: آرامگاه دولت محمد آزادی و مختومقلی فراغی
- تپه مراوه تپه که نماد شهر مراوه می‌باشد و نام شهر مزین به آن تپه باستانی است.
- قیزلز قلعه در کنار روستای یکه چنار از دیگر مکان‌های تاریخی مراوه تپه می‌باشد.
- مدرسه سید قلیچ ایشان واقع در روستای کریم ایشان که از بناهای دوره قاجاری می‌باشد. این مدرسه قدیمی‌ترین ساختمان علوم دینی ترکمانان ایران محسوب می‌شود.